# Магічна формула (Швейцарія)

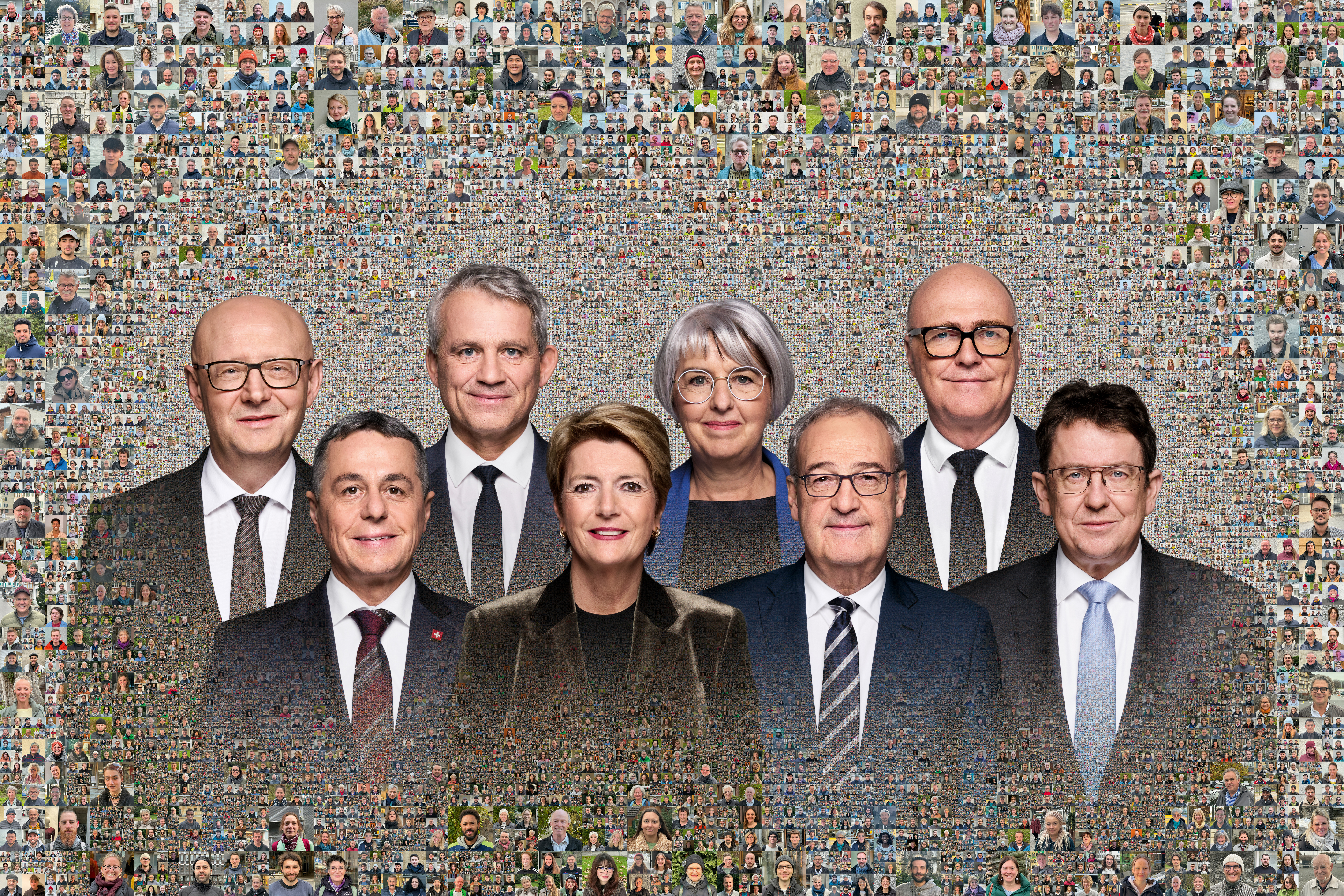
Федеральна рада Швейцарії станом на 2025 рік

У швейцарській політиці «магічна формула» (нім. Zauberformel, фр. formule magique, італ. formula magica, ромш. furmla magica) — арифметична формула розподілу семи місць в уряді (Федеральній раді) між чотирма коаліційними партіями. Вона вперше була застосована у 1959 році та передбачала, що Вільна демократична партія (нині ВДП. Ліберали), Католицька консервативна партія (згодом Християнсько-демократична народна партія, нині «Центр») та Соціал-демократична партія отримують по два місця, а Партія селян, бюргерів і ремісників (нині Швейцарська народна партія, ШНП) — одне місце.
Формула не є юридично обов'язковою, а базується на домовленості між чотирма великими партіями владної коаліції. Після парламентських виборів 2003 року формулу змінили: Швейцарська народна партія забрала ще одне місце у християнських демократів, оскільки ШНП здобула 29 % голосів і стала найбільшою партією країни за часткою голосів.

## Історія
Після обрання Евелін Відмер-Шлумпф до Федеральної ради восени 2007 року її виключили з парламентської фракції Швейцарської народної партії (ШНП), оскільки вона зайняла місце Крістофа Блохера, неофіційного лідера ШНП. Самуеля Шміда, іншого члена Ради від ШНП, виключили з тієї ж причини. Після цього вони очолили створення нової Консервативно-демократичної партії Швейцарії (КДП). Унаслідок цих змін два місця у Федеральній раді, які раніше належали ШНП, перейшли до КДП, хоча вона мала лише кілька мандатів у парламенті.
12 листопада 2008 року Шмід подав у відставку з посади міністра оборони. На голосуванні 10 грудня 2008 року його замінив Улі Маурер зі Швейцарської народної партії, повернувши партії одне з двох місць, передбачених «магічною формулою».
Невдовзі після парламентських виборів 2015 року Евелін Відмер-Шлумпф із КДП оголосила, що не балотуватиметься на переобрання до Федеральної ради після того, як ШНП здобула рекордні 29,4 % голосів, тоді як її власна партія отримала лише 4,1 %. Очікувалося, що ШНП отримає її місце, і 9 грудня до Ради було обрано Гі Пармелена від ШНП.
Після злиття Християнсько-демократичної народної партії (ХДНП) та КДП на початку 2021 року новостворена партія «Центр» успадкувала місце у Федеральній раді, яке раніше належало ХДНП.

## Поточна формула
Нинішній склад Федеральної ради Швейцарії після виборів 2023 року відповідає формулі «2:2:2:1»:
| - Соціал-демократична партія (SP)                          | 2 |
| - Швейцарська народна партія (SVP)                         | 2 |
| - Вільна демократична партія. Ліберали (FDP.Die Liberalen) | 2 |
| - Центр (Die Mitte)                                        | 1 |